# La Amelia
La Amelia är en fornlämning i Guatemala.   Den ligger i departementet Petén, i den norra delen av landet, 210 km norr om huvudstaden Guatemala City. La Amelia ligger 134 meter över havet.
Terrängen runt La Amelia är platt. Runt La Amelia är det glesbefolkat, med 15 invånare per kvadratkilometer. I omgivningarna runt La Amelia växer i huvudsak städsegrön lövskog.